# Władysław Ryżko
Władysław Ryżko (ur. 1 listopada 1907 w Białej Podlaskiej, zm. 29 stycznia 1959) – polski lotnik wojskowy i cywilny, uczestnik kampanii wrześniowej 1939 roku – pilot w 16 eskadrze bombowej. Po wojnie pracował w lotnictwie komunikacyjnym i sanitarnym, zginął w wypadku lotniczym

## Życiorys

### Lata przed II wojną światową
Urodził się 1 listopada 1907 w Białej Podlaskiej; rodzice Stefan i Antonina zmarli, gdy był dzieckiem. Wychowywany przez opiekunów (państwa Dąbków), z którymi w 1914 wyjechał do Rosji. Po odzyskaniu niepodległości powrócił w 1918 do Polski, mieszkając w Mokranach. Uczęszczał do szkoły w Chotyłowie i Terespolu, po czym ukończył technikum kolejowe w Brześciu. Pracował następnie jako leśniczy w powiecie lubartowskim. Zainteresował się leśnictwem i w 1928 roku ukończył kurs pilotażu w Aeroklubie Śląskim w Katowicach.
W 1930 roku został powołany do służby wojskowej i w tym samym roku skierowany do lotnictwa – 2 pułku lotniczego w Krakowie. W 1931 ukończył podstawowy kurs pilotażu w Centrum Wyszkolenia Podoficerów Lotnictwa w Bydgoszczy i wyższy kurs pilotażu w Lotniczej Szkole Strzelania i Bombardowania w Grudziądzu. Służył następnie w 21 eskadrze liniowej 2 pułku lotniczego, na samolotach Breguet 19. 13 października 1933 został ranny w wypadku lotniczym, leczenie trwało do czerwca 1934. Brał udział w tym samym roku w lotach na pomoc powodzianom. W październiku 1934 został przeniesiony do nowo utworzonej 26 eskadry towarzyszącej. Miał wówczas stopień kaprala pilota. Od września 1936 uczył się w Szkole Podchorążych dla Podoficerów w Bydgoszczy, gdzie uzyskał maturę. We wrześniu 1938 dołączył do III rocznika Szkoły Podchorążych Lotnictwa w Dęblinie. 15 czerwca 1939 został skierowany na praktykę do 1 pułku lotniczego, w stopniu sierżanta podchorążego. Latem 1939 przeszkolił się w Małaszewiczach na dwusilnikowych bombowcach PZL.37 Łoś, po czym został przydzielony do 216 (16) Eskadry Bombowej na Okęciu.

### Kampania wrześniowa i okupacja
W kampanii wrześniowej 1939 walczył jako pilot samolotu PZL.37 Łoś w składzie swojej eskadry, włączonej w skład Brygady Bombowej. Pierwszy lot bojowy odbył 4 września 1939 z ppor. obs. Zygmuntem Szymańskim na bombardowanie kolumny pancernej pod Radomskiem, lecz bomby z jego samolotu spadły na las. Podczas drugiego lotu 7 września, w załodze por. obs. Ludwika Maślanki, jego samolot został zestrzelony przez myśliwce Messerschmitt Bf 110 z I./ZG 1 koło Radzymina. Władysław Ryżko i Ludwik Maślanka uratowali się na spadochronach (dwóch członków załogi zginęło). Władysław Ryżko doznał przy tym ciężkich poparzeń rąk i twarzy, po czym leczył się w szpitalu w Warszawie. Podczas kampanii został promowany na podporucznika ze starszeństwem z dniem 1 sierpnia 1939. W lutym 1940 Władysław Ryżko uciekł ze szpitala, po czym ukrywał się przez okres okupacji, mieszkając w Piotrkowie Trybunalskim, Zakopanem i Kielcach. Pracował wówczas jako technik dentystyczny.

### Lata powojenne
Po wyzwoleniu Polski, zgłosił się w lutym 1945 do służby w lotnictwie ludowego Wojska Polskiego. Po przeszkoleniu, 20 czerwca 1945  został przydzielony do 14 samodzielnego pułku rozpoznania i korygowania ognia artylerii, a 12 października tego roku do 9 pułku lotnictwa myśliwskiego w Krakowie. Latał tam na myśliwcach Jak-7 i Jak-9. Uzyskał 1 stycznia 1946 stanowisko zastępcy dowódcy 1 eskadry, lecz 30 stycznia został przeniesiony do 3 pułku lotnictwa myśliwskiego w Krakowie, a 12 kwietnia 1946 zdemobilizowany w stopniu porucznika.
Po odejściu z wojska pracował jako instruktor pilotażu, a 15 czerwca 1946 podjął pracę w PLL LOT, latając jako drugi pilot samolotów Douglas C-47 Dakota. Pracował przy tym też w Aeroklubie Warszawskim jako szef pilotażu. Do 1950 roku wylatał 3300 godzin w lotnictwie wojskowym i komunikacyjnym, na 33 typach samolotów. W 1950 roku został jednak zwolniony z lotnictwa, na fali represji politycznych wobec przedwojennych oficerów. Pracował następnie poza lotnictwem, w przedsiębiorstwie Beton-Stal w Warszawie i Przedsiębiorstwie Robót Kolejowych w Warszawie oraz zdał egzamin na mechanika budowy
Po odwilży politycznej z października 1956 roku, powrócił do latania, jako pilot w Centralnym Zespole Lotnictwa Pogotowia Ratunkowego w Warszawie. W lutym 1958 roku przeszkolił się także na śmigłowce SM-1. 29 stycznia 1959 podczas lotu ratunkowego zginął w wypadku samolotu w trudnych warunkach atmosferycznych we wsi Kleparz. Do tego czasu wykonał ponad 330 lotów ratunkowych.

## Ordery i odznaczenia
- Krzyż Srebrny Orderu Virtuti Militari nadany przez rząd na emigracji (nr 12076)[a]
- Krzyż Kawalerski Orderu Odrodzenia Polski[4]
- Krzyż Walecznych[4]
- Srebrny i Złoty Krzyż Zasługi[4]